# Pick-up line

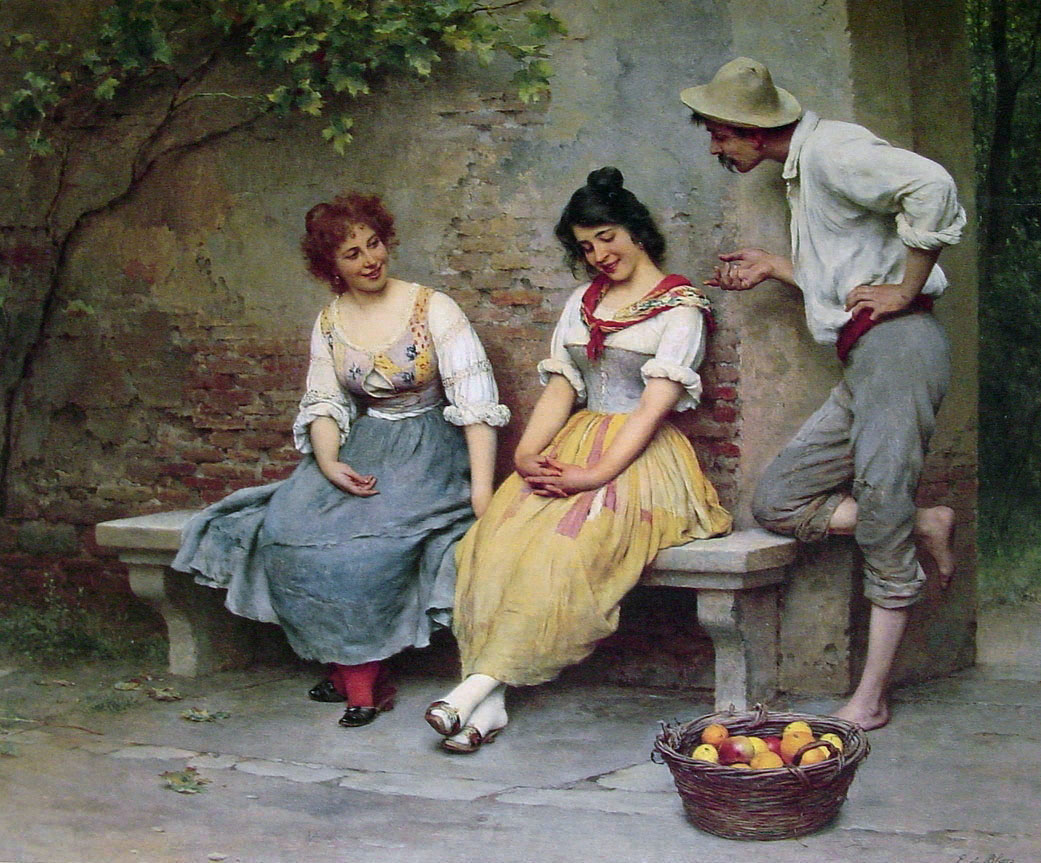
Le Flirt d'Eugen de Blaas (huile sur bois, 1904).

Une pick-up line (ou encore Chat-up line) est le terme anglais qui désigne une phrase d'accroche ou un brise-glace dont le but est d'entrer en communication avec une personne inconnue dans l'intention de faire connaissance. La nature humoristique ou insolite de la phrase d'accroche doit permettre d'attirer la sympathie et l'intérêt de cette personne. Le plus souvent, elles sont adressées à des personnes de genre féminin.
Ces phrases d'accroche peuvent se décliner dans un mode romantique et poétique, dans un mode plus humoristique ou dans un mode franchement déstabilisateur d'un goût plus douteux qualifié de hardcore.
Au-delà de leur fonction utilitaire basique, dont l'expression la plus rudimentaire est le simple bonjour, les pick-up lines sont aussi collectées comme éléments humoristiques indépendants et racontées à l'instar des histoires drôles. Le phénomène est plus développé en langue anglaise.

## Exemples depick-up linesromantiques
- « Venez vivre dans mon cœur, vous ne paierez pas le loyer ! »
- « Est-ce que le soleil vient de se lever ou c’est vous qui m’avez souri ? »
- « Ton père ne serait pas un voleur ? Parce qu’il a pris toutes les étoiles du ciel pour les mettre dans tes yeux »
- « Si tu es étais le temps d’un verbe, tu serais plus-que-parfait »
- « Serais-tu un voyageur temporel ? Parce que je te vois dans mon avenir »
- « Même si je suis pas un donneur d’organes je veux bien te donner mon cœur »
- « On dit que Disneyland est le meilleur lieu au monde mais apparemment, personne ne s’est tenu à tes côtés »
- « Est ce que je peux t’appeler Biscotte ? Parce que je te trouve craquante »
- « Ton nom est-il Google ? Parce que je trouve en toi tout ce que je veux »
- « Es-tu magicien ? Parce que quand je regarde tout le monde disparaît »
- « Es-tu un dictionnaire ? Parce que tu donnes un sens à ma vie »
- « Es-tu Netflix ? Parce que je pourrais te regarder pendant des heures »
- « Je devrais peut-être appeler la police parce que c’est illégal d’être aussi beau »
- « Ça t’a fait mal ? Quand t’es tombé du ciel »
- « T’as un plan ? Parce que je me suis perdu dans tes yeux »
- « Il y a tellement de soleil dans tes yeux que je bronze quand tu me regardes »

## Exemples depick-up lineshumoristiques
- « Vous marinez chez vos harengs ? »
- « Votre père travaille-t-il chez Heudebert ? Parce que je vous trouve craquante »
- « Hey, mademoiselle, t'es charmante, ça te dirait une glace à la menthe ? »[1]

## Exemples depick-up lineshardcore
- « Hé, super ta robe, tu veux qu’on baise ? »
- « Es-tu un cornet de crème glacée ? Car tu as deux belles grosses boules ! »
- Il y a une fête entre mes deux jambes et vous êtes toutes les deux invitées.
- L'amour que j'ai envers toi est comme la diarrhée, je ne peux pas le retenir.